# Gaudêncio Torquato

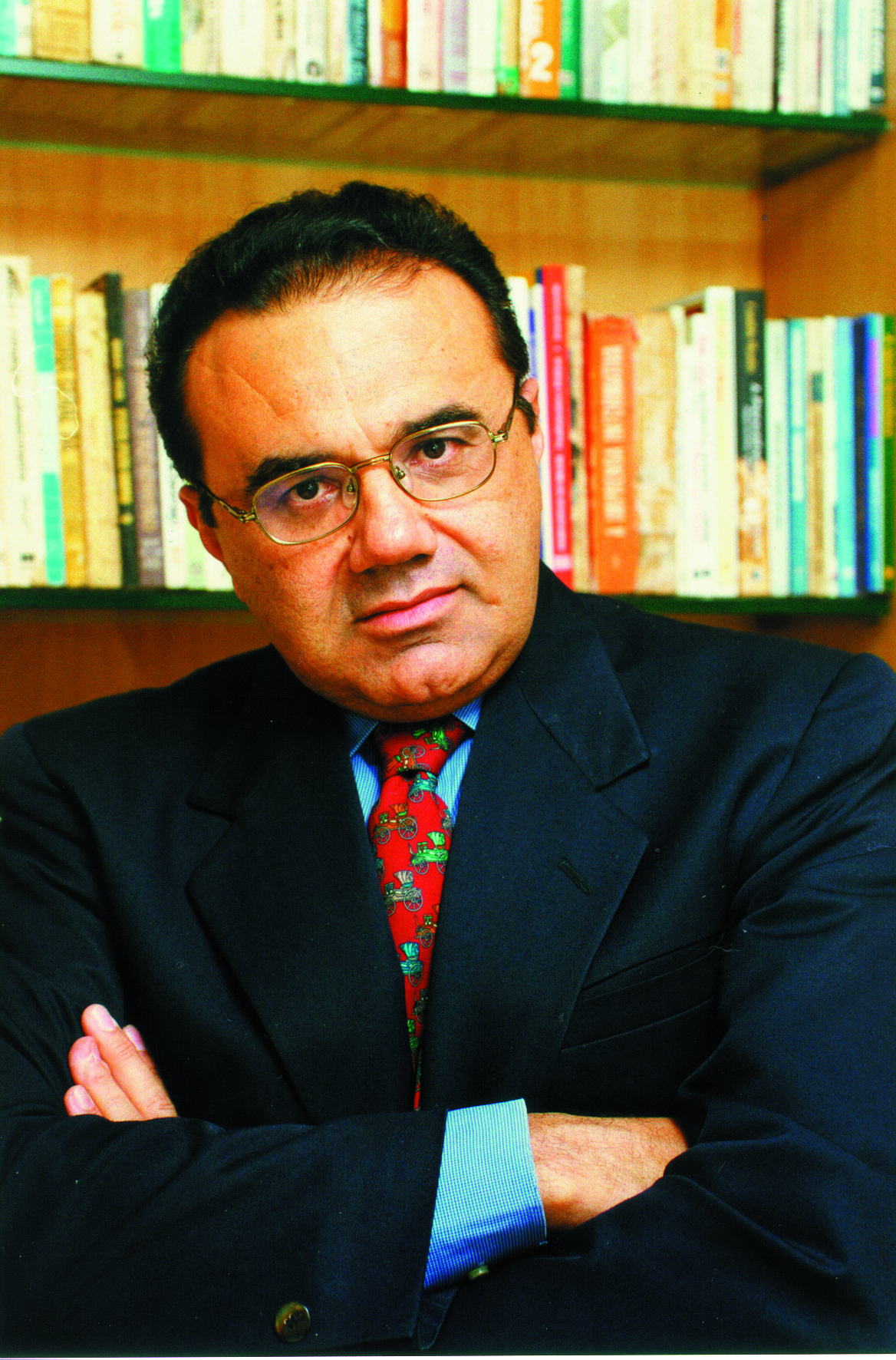

Francisco Gaudêncio Torquato do Rego (Luís Gomes, 8 de abril de 1945) é um jornalista, colunista, escritor e professor universitário. Sua obra concentra-se em comunicação, cultura e política. 
É considerado um dos pioneiros da comunicação empresarial no Brasil, tendo defendido sua tese de doutorado sobre o assunto em 1972 na Escola de Comunicações e Artes da Universidade de São Paulo (ECA). Foi professor na mesma instituição de 1969 a 1998, tendo lecionado também na Faculdade Cásper Líbero (1968-1975) e nas Faculdades Integradas Alcântara Machado (1973-1974). Além disso, esteve ligado ao programa de pós-graduação da Universidade Metodista de São Paulo de 1979 a 1985.
Desde 2022, é colunista do Jornal da USP, consultor em comunicação organizacional e marketing político. Em 2024, obteve o título de professor emérito da ECA.

## Trajetória
Filho de Gaudêncio Torquato do Rego e Francisca Nunes Torquato, teve 21 irmãos e viveu a infância e parte da adolescência na cidade de Luís Gomes, onde nasceu. Sua família tinha forte influência política na região, sendo ligada à União Democrática Nacional (UDN) durante o período do Estado Novo.
Aos onze anos, foi para o Seminário Santa Terezinha, em Mossoró (Rio Grande do Norte), administrado por padres holandeses e belgas. Nesse contexto, obteve acesso a uma formação erudita: o contato com obras clássicas em grego e latim influenciaria futuramente em seu ofício como jornalista.
Após concluir o ensino médio no Colégio Americano Batista, em Recife, inicia o curso de Jornalismo na Universidade Católica de Pernambuco em 1964 (o primeiro das regiões Norte e Nordeste). Sua primeira experiência no jornalismo foi em uma sucursal do Jornal do Brasil em Recife. Pouco depois, teve passagens pelo Correio da Manhã, Jornal do Commercio e Folha de S. Paulo.
No período na Folha de S. Paulo, iniciou uma parceria com o jornalista Manuel Carlos Chaparro, que propôs a Gaudêncio a criação de uma empresa focada em jornalismo empresarial. Em 1970, Gaudêncio deixa a Folha e, ao lado do publicitário Luiz Carrion, os dois fundaram a Proal – Programação e Assessoria Editorial, que tinha como objetivo produzir jornais e revistas corporativas. Na época, a área de jornalismo empresarial não estava consolidada na Comunicação.
A trajetória acadêmica de Gaudêncio foi influenciada diretamente por sua atuação profissional: a tese Comunicação na empresa e o jornalismo empresarial: visão crítica e tentativa de elaboração de um modelo para as publicações internas foi defendida em 1972 na Escola de Comunicações e Artes da Universidade de São Paulo, sob orientação de Rolando Morel Pinto. Foi a primeira tese no Brasil desenvolvida sobre este assunto. 
Começou a carreira docente em 1968, na Faculdade Cásper Líbero, onde ficou até 1975. Também lecionou nas Faculdades Integradas Alcântara Machado (1973-1974) e esteve ligado ao programa de pós-graduação da Universidade Metodista de São Paulo de 1979 a 1985.

## Atuação no jornalismo
A primeira experiência profissional de Gaudêncio foi como estagiário em uma filial do Jornal do Brasil em Recife. No período, o então chefe Paulo Rehder solicitou que ele fosse à Sudene e questionasse os governadores do Nordeste se eles eram favoráveis à reforma agrária. Sua primeira reportagem virou manchete no jornal: "Governadores do Nordeste apoiam reforma agrária".
Pouco depois, foi chamado para trabalhar no jornal Correio da Manhã, onde deu continuidade à temática anterior ao cobrir o movimento rural de Pernambuco. O jornal se posicionava contra a ditadura militar e, ao mesmo tempo, se via em um contexto de conflitos rurais e formação de sindicatos, temas que interessavam o veículo.
Em meados em 1965, Gaudêncio Torquato trabalhou no Jornal do Commercio, Folha de S. Paulo e Correio da Manhã de forma concomitante. No período, o jornalista já produzia suas próprias pautas. Foi no Jornal do Commercio que desenvolveu uma série de reportagens sobre a esquistossomose, uma doença de alta incidência em Pernambuco na época (especialmente na cidade de São Lourenço da Mata, onde 80% da população estava infectada). Denominada "Barriga d'água, a doença que mata na cura", a série de 1966 fez com que Gaudêncio Torquato vencesse o Prêmio Esso de Jornalismo na categoria Informação Científica. 
Na Folha de S. Paulo, Gaudêncio Torquato integrava a equipe que produzia suplementos especiais, comandada por Calazans Fernandes. Em 1967, o então diretor do jornal, Otávio Frias de Oliveira, convida-os para atuar na sede em São Paulo e dar continuidade ao trabalho com suplementos, que tinham uma grande demanda no período. Entre eles, a série "Grande São Paulo: o desafio do ano 2000", um caderno de 432 páginas que aprofundava os problemas da cidade, debatia soluções e possíveis projetos. Torquato foi um dos 12 repórteres que participaram. Também foram produzidos suplementos sobre a Amazônia e a região Nordeste.  
O projeto com os suplementos teve duração de três anos, até acabar em 1970 por divergências editoriais. Após a saída da Folha de S. Paulo, Gaudêncio Torquato fundou a Proal (Programação e Assessoria Editorial) ao lado de Manuel Carlos Chaparro, Luiz Carrion (ambos faziam parte da equipe de suplementos da Folha) e Regina Célia Tassitano.
Em junho de 1971, foi lançado o primeiro número dos Cadernos Proal, que procurava sistematizar o jornalismo empresarial em termos práticos e conceituais, além de produzir veículos especializados para algumas empresas. A iniciativa foi pioneira no contexto brasileiro e abordou questões como a linguagem, distribuição, edição, regras, periodicidade e objetivos de veículos empresariais. Nessa condição, Gaudêncio Torquato exerceu atividades de editor e repórter. Os Cadernos Proal duraram até 1977, quando a publicação expandiu sua temática para outras áreas da Comunicação (publicidade, televisão, relações públicas, entre outros) e mudou de nome para Cadernos de Comunicação Proal. 

## Atuação na academia e docência
Gaudêncio Torquato concluiu sua tese de doutorado em 1972. Intitulada Comunicação na empresa e o jornalismo empresarial: visão crítica e tentativa de elaboração de um modelo para as publicações internas, o trabalho foi defendido na Escola de Comunicações e Artes da USP sob orientação de Rolando Morel Pinto, professor da Faculdade de Filosofia, Letras e Ciências Humanas. A pesquisa tem relação direta com a atuação profissional de Gaudêncio Torquato e procurou consolidar teoricamente o campo do jornalismo empresarial, uma vez que se tratava uma pesquisa inédita na época. Além disso, a tese também propôs o desenvolvimento de um modelo de publicação e comunicação que pudesse ser utilizado em empresas. 
Segundo Torquato, a comunicação em uma empresa deve ser usada como uma ferramenta para fazer com que os três sistemas que a compõem dialoguem de maneira integrada: o sistema ambiental (o ambiente de atuação da empresa, onde podem ser identificados os valores sociais e culturais) competitivo (a reunião de relações entre produção e consumo) e organizacional (relativo à estrutura interna). As informações devem ser transmitidas considerando canais formais e informais, métodos e fluxos de informação. Para desenvolver sua teoria, Torquato se apoiou em autores Donald Weiss, Jack Canfield, Jean Chaumely etc. 
Sua atividade na docência começou no Departamento de Jornalismo da Faculdade Cásper Líbero (de 1968 a 1975). Também lecionou no Departamento de Jornalismo e Editoração da Escola de Comunicações e Artes da Universidade de São Paulo (de 1969 a 1985, 14 disciplinas ministradas), no curso de Comunicação Social das Faculdades Integradas Alcântara Machado (1973 a 1974, 4 disciplinas ministradas) e no programa de pós-graduação do então Instituto Metodista de Ensino Superior, hoje Universidade Metodista de São Paulo, fundado por José Marques de Melo (orientação da dissertação de mestrado Aumento da eficácia do projeto mercadológico do anunciante: reflexões metodológicas, escrita por Daniel dos Santos Galindo). Na ECA, Torquato orientou 14 dissertações de mestrado e 5 teses de doutorado. 

## Atuação como consultor e analista político
A carreira de Gaudêncio Torquato como consultor político começa no âmbito teórico, com a publicação do livro Marketing político e governamental: um roteiro para campanhas políticas, em 1985. De caráter didático e adaptando alguns conceitos da área de Comunicação e Ciências Sociais, o objetivo da obra foi sistematizar um conjunto de técnicas para marketing político que pudessem ser aplicadas em cidades do interior do Brasil. A publicação ainda aborda aspectos como comunicação governamental, uso de meios formais e informais, planejamento financeiro etc. 
A primeira atuação prática de Gaudêncio Torquato como consultor político foi 1986, quando participou diretamente das campanhas para governador de Tasso Jereissati (Ceará), João Faustino (Rio Grande do Norte) e Freitas Nobre (Piauí). Nos anos seguintes, prosseguiu com a atuação em campanhas para a prefeitura e presidência. Já em 1987, participou também de uma comissão sobre comunicação governamental a convite da Presidência da República, onde atendeu os Ministérios da Administração, Indústria e Comércio e Minas e Energia. Foi também responsável pelos Plano Diretores de Comunicação do Banco Central do Brasil (1990), Banco do Brasil (1990) e Ordem dos Advogados do Brasil (1998, 2001, 2004, 2007, 2010). A atividade de consultoria também se estendeu para a área empresarial, com atuações no Banco Itaú, Odebrecht, Instituto Aço Brasil, Citibank, Eletropaulo, Refinações de Milho Brasil, Tintas Coral e Grupo Santista. Foi vice-presidente da Associação Brasileira dos Consultores Políticos e Assessores Eleitorais. 
Além da participação em campanhas com foco no marketing, Gaudêncio Torquato também atuou como analista político, especificamente articulando a atuação prática com a formação em jornalismo. As análises eram feitas em formato de coluna de jornal para diversos veículos do Brasil, e foram publicadas no livro A velha era do novo: visão sociopolítica do Brasil, abrangendo textos de 1990 a 2002. 

## Obras publicadas
Livros
- 2009: Era uma vez ... mil vezes: O Brasil de todos os vícios (Topbooks);[7]
- 2002: A velha era do novo: visão sociopolítica do Brasil (G. Torquato);[8]
- 2002: Tratado de comunicação organizacional e política (Editora Pioneira/Thomson Learning);[9]
- 1992: Cultura, poder, comunicação e imagem: fundamentos da nova empresa (Pioneira);[10]
- 1986: Comunicação empresarial/Comunicação institucional (Summus);[11]
- 1985: Marketing político e governamental: um roteiro para campanhas políticas (Summus);[12]
- 1984: Jornalismo empresarial: teoria e prática (Summus);[13]